# Uwe Creutzmann
Uwe Creutzmann (* 16. Februar 1944 in Lyck, Masuren) ist ein deutscher Journalist und ehemaliger Funktionär der DDR-Blockpartei DBD. Er war Chefredakteur des DBD-Zentralorgans Bauern-Echo. 1990 wurde er Mitglied des Parteivorstandes der DBD und seines Präsidiums.

## Leben
Creutzmann, Sohn eines Angestellten, besuchte bis 1961 die Polytechnische Oberschule (POS) in Berlin-Kaulsdorf und erlernte danach im VEB Transformatorenwerk Karl Liebknecht in Berlin-Oberschöneweide den Beruf des Maschinenschlossers und erwarb das Abitur (Berufsausbildung mit Abitur).
Nach dem Grundwehrdienst in der Nationalen Volksarmee studierte Creutzmann von 1966 bis 1971 an der Humboldt-Universität Berlin und erwarb das Diplom als Agraringenieur. Von 1971 bis 1973 war er Abteilungsleiter für Pflanzenproduktion im VEG Deutsch Wusterhausen.
Ab Januar 1974 war Creutzmann Mitarbeiter der Redaktion des DBD-Zentralorgans Bauernecho. Im selben Jahr trat er der Partei bei und wurde stellvertretender Chefredakteur. Von 1989 bis 1992 leitete er, als Nachfolger von Leonhard Helmschrott, die Redaktion des Blattes, das sich nach der Wende und der friedlichen Revolution in der DDR in Deutsches Landblatt umbenannte und am 31. Juli 1992 zum letzten Mal erschien.
1990 wurde Creutzmann Mitglied des Parteivorstandes der DBD und seines Präsidiums. Im Juni 1990 fusionierte die Partei mit der CDU der DDR.

## Veröffentlichungen
- Uwe Creutzmann: Darauf eingestellt, ein guter Partner zu sein. In: Parteivorstand der DBD (Hrsg.): Außerordentlicher Parteitag der Demokratischen Bauernpartei Deutschlands am 27. und 28. Januar 1990 in Berlin. Materialien, Teil II. Berlin 1990, S. 58–59.